# Asukashinsha
Asukashinsha (飛鳥新社) est une maison d'édition japonaise créée en 1978.

## Catalogue
L'éditeur publie de nombreuses light-novel ainsi que des art-books, tel que ceux de Yusuke Nakamura.
Il édite également plusieurs séries de bande dessinée européenne dans sa collection « Euromanga », parmi lesquelles Blacksad, Sky-Doll, Rapaces et Le Bibendum céleste, ainsi que Radiant, première bande dessinée française d'inspiration manga à être publiée au Japon, en 2015.

## Historique

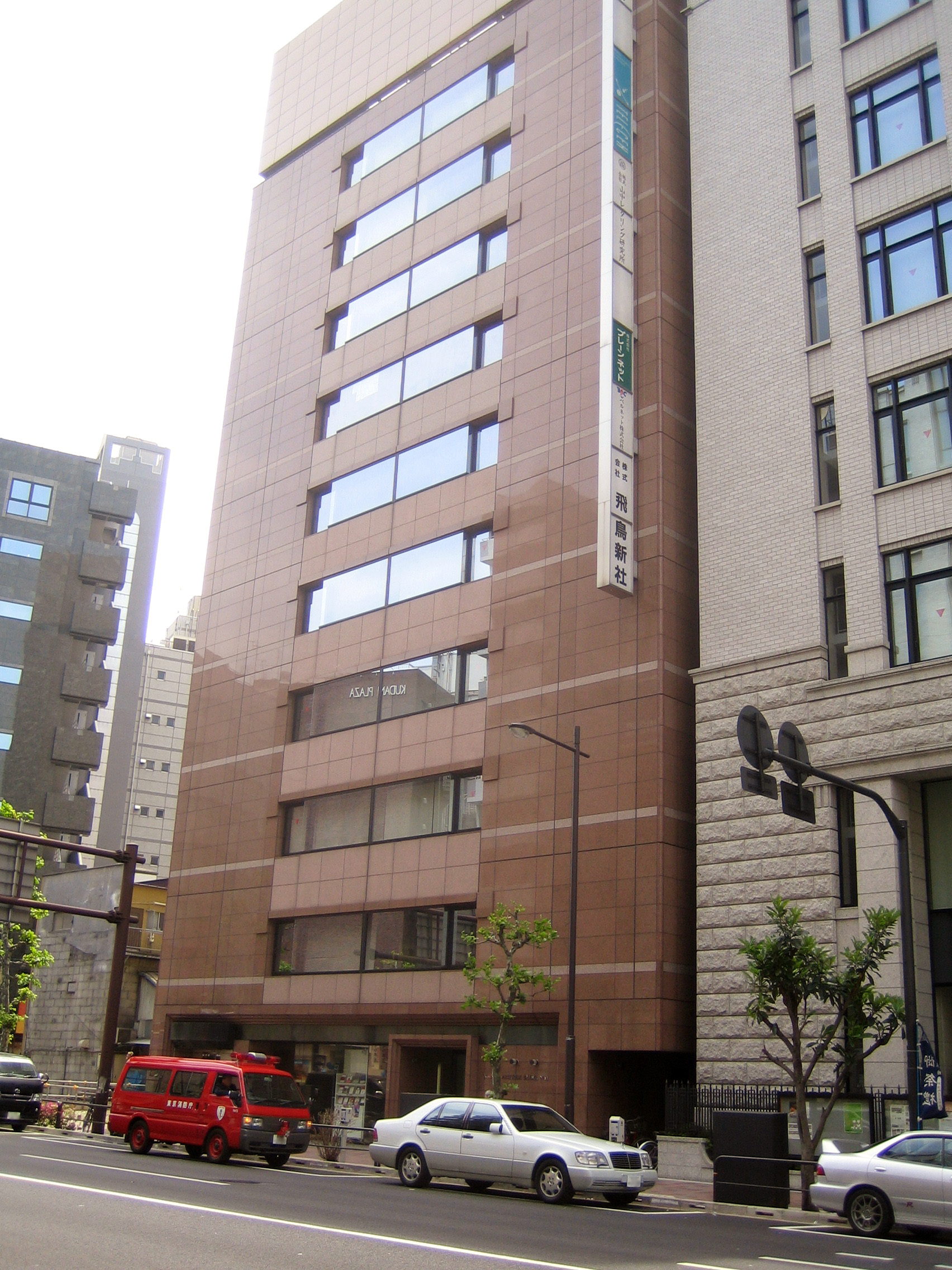
Siège d'Asukashinsha à Jinbōchō, Chiyoda, Tokyo.